# Şirvan (Siirt)
Şirvan (kurdisch Şêrwan) ist eine Stadt und Hauptort des gleichnamigen Landkreises (İlçe) in der südostanatolischen Provinz Siirt. Die Stadt Sirvan  (Luftlinie: ca. 16 km) liegt ca. 28 km von der Provinzhauptstadt Siirt entfernt.
Der frühere Name der Verwaltungseinheit und der Stadt lautete Küfre. Dieser Name stammt aus dem Assyrischen und bedeutet dort „Dorf“. Heute ist Küfre der Name eines der fünf Stadtteile (Mahalle) von Şirvan.
Der Landkreis liegt im Norden der Provinz und grenzt an den Kreis Baykan im Westen, den zentralen Landkreis (Merkez) der Provinzhauptstadt Siirt und den Kreis Tillo im Südwesten und den Kreis Pervari im Südosten sowie an die Provinz Bitlis im Norden.
Der Landkreis (bzw. Kaza als Vorgänger) bestand bereits bei Gründung der Türkischen Republik (1923). Zur ersten Volkszählung (1927) konnte er auf eine Einwohnerschaft von 8.795 (auf 1310 km² Fläche in 137 Ortschaften) verweisen, davon 402 Einwohner im Verwaltungssitz Chirvane (Schreibweise in der Dokumentation)
Neben der Kreisstadt besteht der Kreis aus 57 Dörfern (Köy) mit durchschnittlich 315 Bewohnern. Cevizlik (1354), Taşlı (1342), Ormanbağı (947) und Yağcılar (762 Einw.) sind die größten Dörfer, 24 Dörfer haben mehr Einwohner als der Durchschnitt. Mit einer Bevölkerungsdichte von 23,5 Einw. je km² bleibt der Kreis unterhalb des halben Provinzwerts (von 57,9). Der städtische Bevölkerungsanteil liegt bei nur 18,4 Prozent.